# Метод чтения Ильи Франка
Метод чтения Ильи Франка — способ изучения иностранного языка, состоящий в чтении смеси текста на оригинальном языке и переводе. Придуман филологом Ильёй Франком и используется в издаваемой им серии книг, насчитывающей на апрель 2019 года около 400 произведений. Первой книгой, изданной по методу, была подготовленная в 2000 году повесть Эриха Кестнера «Эмиль и сыщики».
В книгах, изданных с использованием данного метода, текст разбит на небольшие отрывки. Сначала идёт адаптированный отрывок — текст с вкраплённым в него дословным русским переводом и небольшим лексико-грамматическим комментарием. Затем следует тот же текст, но уже неадаптированный, без подсказок. Метод отличается от метода параллельного текста, при котором полный перевод представлен 2-й колонкой или во второй половине книги, а дополнительные комментарии отсутствуют.
Пример текста из рассказа Артура Конан Дойля «Скандал в Богемии», адаптированного Андреем Ереминым (цветовое выделение сохранено):

To Sherlock Holmes she is always THE woman (для Шерлока Холмса она всегда та самая: «эта» женщина). I have seldom heard (я редко слышал; to hear — слышать) him mention her (/чтобы/ он называл ее; to mention — называть, упоминать) under any other name (/под/ каким-либо другим именем). In his eyes she eclipses and predominates (в его глазах она затмевает и превосходит; to eclipse — затмевать, заслонять; to predominate — преобладать) the whole of her sex (всех /представительниц/ ее пола).
heard /hɜːd/, predominate /pri`dɒmineit/
To Sherlock Holmes she is always THE woman. I have seldom heard him mention her under any other name. In his eyes she eclipses and predominates the whole of her sex.